# Ставок зі скульптурою «Відпочинок Фавна»
Ставок зі скульптурою «Відпочинок Фавна» (пол. Sadzawka Fauna) — маловідома картина художника Генрика Семирадського (1843—1902), представника академізму 19 століття.

## «Відпочинок Фавна», скульптор Праксітель
Нам мало що відомо про видатного скульптора Стародавньої Греції Праксітеля. Він жив і творив скульптури в 4 столітті до н. е. Вважають, що Праксітель був сином скульптора Кесіфодота з міста Афіни, але уславився більше за батька. Народився близько 390 року до н. е. Схильний до милування красою людського тіла, Праксітель надзвичайно добре відтворював його в мармурі, шліфував камінь, вкривав воском, запрошував художника, що фарбував готові скульптури заради більшої краси.
Створена ним скульптура оголеної богині Афродити так вразила сучасників і нащадків, що про неї захоплено писав письменник і вчений Стародавнього Риму Пліній. І це за багато років після смерті митця. Створений Праксітелем образ оголеної Афродити став взірцем і каноном. Саме за цим каноном створена і відома у світі Венера Мілоська, що зберігається в музеї Лувр.
Серед створених скульптур Праксітеля був і «Відпочинок Фавна». Молодий юнак сперся на стовбур дерева і стоїть, спокійний і невимушений. Він щойно грав на сопілці, що тримає в правій руці. Про відлетівшу музику нагадує посмішка і задоволення на обличчі. Скульптура теж мала неабияку популярність і відома в багатьох давньоримських копіях. Саме ці копії і зберегли праобраз Праксітеля, що загинув у давнину. В новітні часи копії «Відпочинку Фавна» перенесли в мистецькі академії, де їх роками замальовували майбутні художники і скульптори. Був серед них і Генрік Семирадський, учень Петербурзької академії мистецтв.

## Картина Семирадського
Генрік дано закінчив навчання в академії. Але світлі образи мистецтва Стародавньої Греції не відпускали його від себе. Праця в Західній Європі, де було багато приватних садів зі скульптурами, сколихнула пам'ять, коли той побачив одну з численних копій "Відпочинку Фавна ". Вже в майстерні художник відшукав композицію, в центрі якої і розмістив уславлену статую.
Буяє весна, про що свідчать розквітлі півники і кущі першого плану, каламутна вода в ставку від збіглих ручаїв. Темні і товсті стовбури дерев як згадка про плин часу. Адже багато років потрібно, щоби виросло хоча б одне таке дерево. Немає ніяких гречанок — римлянок з горщиками, таких звично-набридливих в картинах всіх академістів. І ця відсутність людей виводить картину у надчасовий простір, хоч у 19-те, хоч у 21-ше століття.